# Steatoda albomaculata infuscata
Steatoda albomaculata là một phân loài nhện trong họ Theridiidae.
Loài này thuộc chi Steatoda. Steatoda albomaculata infuscata được Ehrenfried Schenkel-Haas miêu tả năm 1925.